# 伍德哈文林蔭路車站 (IND皇后大道線)
伍德哈文林蔭路車站（英語：Woodhaven Boulevard station）是紐約地鐵IND皇后林蔭路線的一個慢車地鐵站，位於皇后區埃姆赫斯特，設有R線（任何時候停站（深夜除外））、E線（僅深夜停站）、M線（僅平日停站）列車服務。車站服務相鄰的皇后中心商場與無數的巴士路線。
伍德哈文林蔭路車站在1936年12月31日啟用，當時名稱為「伍德哈文林蔭路-斯拉特里廣場」。當時此站是獨立地鐵系統的一部分。廣場在1950年代拆除，但車站原名的站名牌維持着。到了1980年代，伍德哈文林蔭路車站改以鄰近的商場皇后中心命名。車站在1990年代翻新。

## 車站結構
| G        | 街道層             | 出入口                                                                               |
| M        | 夾層               | 閘機、車站詢問處、MetroCard自動售票機                                                |
| P 月台層 | 側式月台，右側開門 | 側式月台，右側開門                                                                   |
| P 月台層 | 南行               | 平日往百老匯交匯（格蘭大道） · 往95街（格蘭大道） · 深夜時往世界貿易中心（格蘭大道） |
| P 月台層 | 南行快速           | 不停靠                                                                               |
| P 月台層 | 北行快速           | 不停靠                                                                               |
| P 月台層 | 北行               | （平日） 往森林小丘-71大道（63徑） · 深夜時往牙買加中心（63徑）                      |
| P 月台層 | 側式月台，右側開門 |                                                                                      |

以慢車站興建，車站預留了鐘口以便將來改建為快車站。車站兩端顯示隧道壁各自向外延伸，容許兩個側式月台改為島式月台，而慢車軌道取代側式月台的位置。車站將會一個大型擴建，羅斯福大道總站將有額外的列車開出前往舊長島鐵路洛克威線車站啟用後不久，當地社區也要求將車站改建，以減輕該站與羅斯福大道快車站的繁忙程度。
車站所設的全長夾層容許車站的四條樓梯作為跨線橋，夾層與月台之間合共有8條樓梯。夾層前往皇后林蔭路與59大道西北角的皇后中心商場入口並非有蓋通道。

## 外部連結
- nycsubway.org—IND Queens Boulevard Line: Woodhaven Boulevard/Queens Mall
- Station Reporter — R Train
- Station Reporter — M Train
- MTA's Arts For Transit — Woodhaven Boulevard (IND Queens Boulevard Line)
- The Subway Nut — Woodhaven Boulevard Pictures （页面存档备份，存于）
- Woodhaven Boulevard entrance from Google Maps Street View （页面存档备份，存于）
- Horace Harding Boulevard (Long Island Expressway) entrance from Google Maps Street View （页面存档备份，存于）
- Platforms from Google Maps Street View